# Lloret d'Abbott
El lloret d'Abbott (Psittinus abbotti) és una espècie d'ocell de la família dels psitàcids que ha estat considerat una subespècie de Psittinus cyanurus. Habita selves, boscos i manglars de dues petites illes properes a Sumatra: Simeulue i Siumat. .